# Hymn Szkocji
| Proponowane hymny narodowe Szkocji |
| ---------------------------------- |
| Auld Lang Syne                     |
| Flower of Scotland                 |
| Scotland the Brave                 |

Nie istnieje oficjalny hymn narodowy Szkocji. Jednak kilka pieśni funkcjonuje jako nieoficjalne hymny szkockie, w szczególności „Scotland the Brave” oraz „Flower of Scotland”.

## Próby ustanowienia hymnu
W 2004 roku, prawnicy dewolucyjnego Parlamentu Szkockiego poinformowali, że w kompetencjach prawnych Parlamentu Szkockiego było wybranie hymnu Szkocji, odrzucając sugestię, że organem odpowiedzialnym za jego wybór jest Parlament Zjednoczonego Królestwa. Orzeczenie przyczyniło się do napisania petycji do odpowiedniej komisji Parlamentu Szkockiego przy udziale Szkockiej Partii Zielonych, która jednak została odrzucona przez Rząd Szkocji, który zdecydował się nie podejmować żadnych działań, nadając sprawie niski priorytet polityczny. W późniejszym czasie ponawiano próby poddania dyskusji powołanie hymnu Szkocji. W 2015 roku Jim Murphy apelował by poddano debacie publicznej wybór nowego hymnu narodowego dla Szkocji.

## Pieśni na imprezach sportowych
W przypadku większości międzynarodowych imprez sportowych Szkocja używa „Flower of Scotland” jako hymnu narodowego, szczególnie na meczach rugby oraz piłki nożnej. Pieśń była również wykorzystywana jako hymn Szkocji podczas Igrzysk Wspólnoty Brytyjskiej od 2010 roku, zastępując tym samym „Scotland the Brave”.

## Kandydatury
W czerwcu 2006 Królewska Szkocka Narodowa Orkiestra przeprowadziła internetowy sondaż na swoich stronach, pytając gości o to, która pieśń powinna zostać uznana za hymn narodowy Szkocji. Spośród ponad 10 000 oddanych głosów, utwór „Flower of Scotland” zajął pierwsze miejsce z wynikiem 41%, a następny kandydat „Scotland the Brave” uzyskał ostatecznie 29%.
| Pieśń                       | Wynik |
| --------------------------- | ----- |
| „Flower of Scotland”        | 41%   |
| „Scotland the Brave”        | 29%   |
| „Highland Cathedral”        | 16%   |
| „A Man's A Man for A' That” | 7%    |
| „Scots Wha Hae”             | 6%    |

Inne utwory, które były brane pod uwagę to m.in. „Auld Lang Syne” Roberta Burnsa oraz „Freedom Come-All-Ye” Hamisha Hendersona. Do obu z tych kompozycji (z XVIII i XX wieku odpowiednio) napisano tekst w języku scots.